# Somoza (Maceda)
Somoza es una aldea española situada en la parroquia de Asadur, del municipio de Maceda, en la provincia de Orense, Galicia.

## Demografía
| Gráfica de evolución demográfica de Somoza entre 2000 y 2022 |
|                                                              |
| Datos según el nomenclátor publicado por el INE.             |